# Ibn-Rushd (cratère)
Ibn-Rushd est un cratère lunaire situé sur la face visible de la Lune. Il se trouve près du Sinus Asperitatis au nord de la Mare Nectaris. Le cratère Ibn-Rushd est un ancien cratère satellite du cratère Cyrillus (cratère) connu sous le nom de "Cyrillus B". Le contour sud du cratère Ibn-Rushd est coupé par le cratère satellite "Cyrillus C".
En 1976, l'Union astronomique internationale a donné, à ce cratère lunaire, le nom du philosophe et mathématicien Averroès.